# Волф Фридрих фон Алвенслебен
Волф Фридрих фон Алвенслебен (на немски: Wolf Friedrich von Alvensleben; * 28 юни 1559, Изеншнибе/Гарделеген; † 14 септември 1623, Изеншнибе) е благородник от род фон Алвенслебен в Алтмарк в Саксония-Анхалт, господар на замък Гарделеген/Изеншнибе и Еркслебен в Саксония-Анхалт.

## Произход
Той е син на Валентин фон Алвенслебен (1529 – 1594) и първата му съпруга Анна София фон Велтхайм (1531/1532 – 1565), вдовица на Фридрих X фон Алвенслебен, последният от „Червената линия“, дъщеря на Кристоф фон Велтхайм († 1549) и Анна фон Коце († 1549). Баща му се жени втори път на 15 юни 1579 г. за София фон Бортфелд († 1616).
Баща му Валентин наследява и половината от господството Еркслебен, след измирането на „Червената линия“ на род Алвенслебен.

## Фамилия
Волф Фридрих фон Алвенслебен се жени на 6 юли 1595 г. в Изеншнибе за Анна Мария фон Бредов (* 6 февруари 1573; † 27 декември 1614), дъщеря на бранденбургския курфюрст-съветник Йоахим (Ахим) фон Бредов (1539 – 1594) и Анна фон Арним (1546 – 1594). Те имат децата:
- Валентин Йоахим фон Алвенслебен (* 29 септември 1596, Изеншнибе; † 3 декември 1649, Еркслебен), женен на 4 юни 1621 г. в Стендал за Анна Мария фон Залдерн (* 31 януари 1603, Платенбург; † 14 август 1636, Еркслебен)
- Анна София фон Алвенслебен, омъжена на 12 октомври 1617 г. за Лудвиг фон Лохов (* 19 февруари 1580, Нойхаузен; † 10 януари 1630, Райнсберг)
- Фридрих Гебхард фон Алвенслебен (*/† 31 януари 1600)
- дъщеря
- Гебхард Вернер фон Алвенслебен, женен за Агнес фон Лохов
- Кристоф Волф фон Алвенслебен